# Detlev Karsten Rohwedder
Detlev Karsten Rohwedder (Gotha, 16 ottobre 1932 – Düsseldorf-Niederkassel, 1º aprile 1991) è stato un manager e politico tedesco membro del Partito socialdemocratico. È stato manager della Treuhandanstalt, la società di ristrutturazione e liquidazione del patrimonio industriale statale dell'ex Repubblica Democratica Tedesca
Fu assassinato nell'aprile 1991 da parte di un'organizzazione terroristica di estrema sinistra, la Rote Armee Fraktion (RAF) 

## Biografia
Rohwedder nacque a Gotha, in Turingia, figlio del libraio Ingo Julius Rohwedder (1896-1981) e di sua moglie Elisabeth Rohwedder, nata Ott (1905-1991). Dopo aver frequentato la scuola elementare a Berlino, si diplomò al Realgymnasium di Rüsselsheim nel 1953. Rohwedder studiò poi legge e scienze politiche ad Amburgo e Magonza, laureandosi nel 1961. A Magonza fu un componente del Coro dell'Università di Lipsia di St. Pauli. Diventato comproprietario di una società di revisione contabile a Düsseldorf e iscrittosi al Partito Socialdemocratico, dal 1969 al 1978 fu Segretario di Stato presso il Ministero Federale dell'Economia a Bonn. In quel ruolo sostenne, tra le altre cose, l'esportazione della tecnologia nucleare della Germania occidentale.
Nel 1979 venne nominato capo del gruppo siderurgico Hoesch di Dortmund, dove portò a termine con successo la ristrutturazione aziendale. Una ristrutturazione complessa: comprendeva lo scioglimento del Gruppo Estel e la fusione del produttore di acciaio olandese Hoogovens con Hoesch che esisteva dal 1973. Nel 1983 fu eletto "Manager dell'anno". Nel 1985, l'Associazione della Stampa della Ruhr gli conferì il premio "Reinoldus di ferro" (dal nome del santo patrono della città di Dortmund). Nel 1991 il Gruppo Krupp acquisì una partecipazione di maggioranza in Hoesch.
Rohwedder venne nominato presidente della Treuhandanstalt dal Consiglio dei ministri della RDT il 3 luglio 1990. Il suo compito era quello di mettere in sicurezza, riorganizzare e privatizzare i beni delle imprese statali della DDR. Nel novembre 1990 fu nuovamente nominato "Manager 
dell'anno".
Rohwedder è stato insignito della Croce Federale al Merito e dell'Ordine al Merito dello Stato del Nord Reno-Westfalia (1990).

### Omicidio

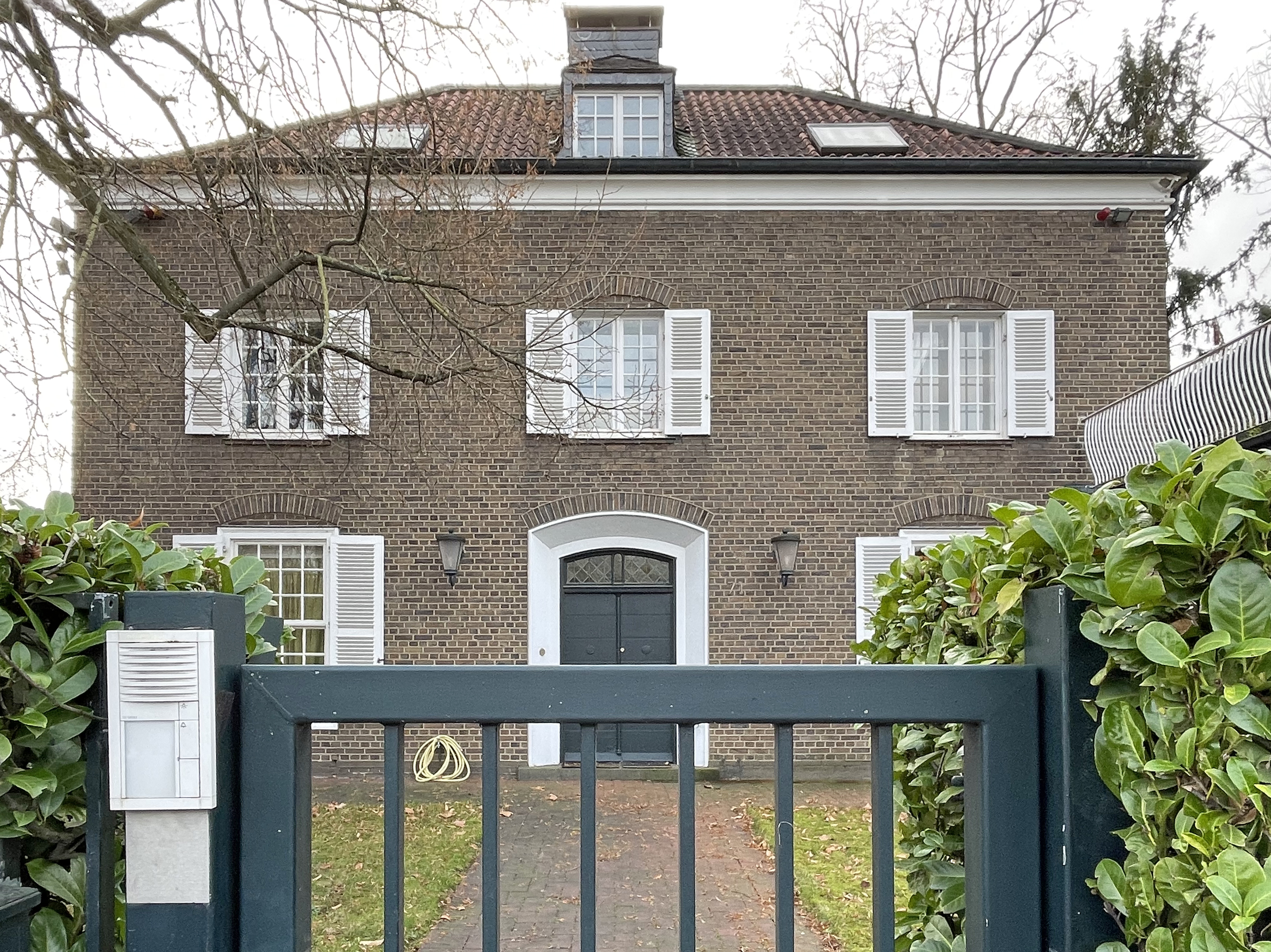
Villa Maximilian, residenza di Düsseldorf di Rohwedder (2023)

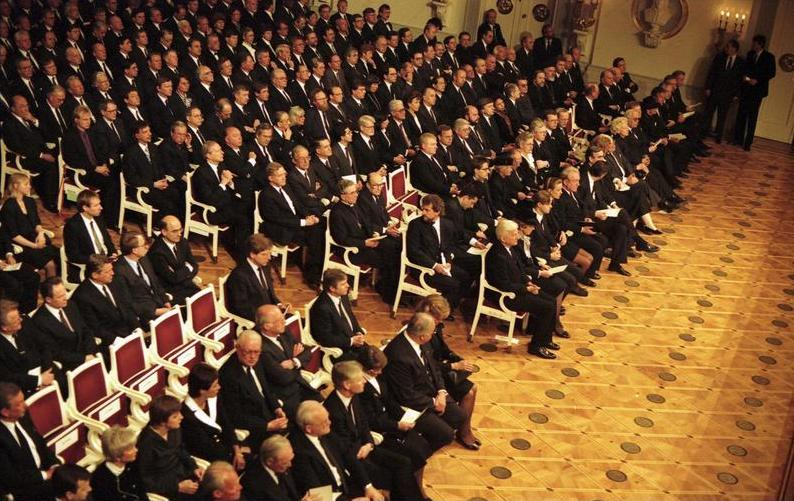
Cerimonia di Stato allo Schauspielhaus sul Gendarmenmarkt a Berlino

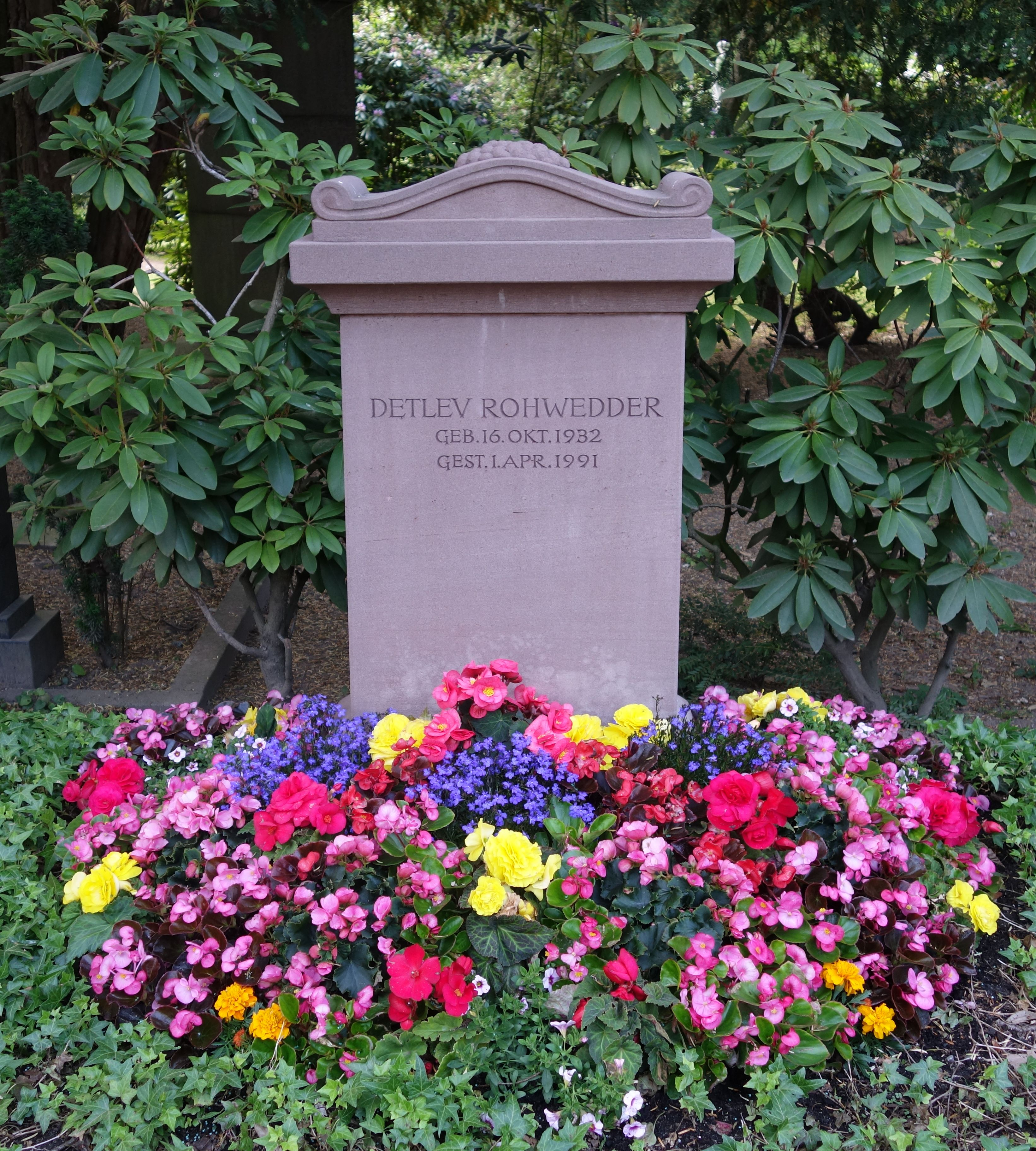
La tomba di Rohwedder nel cimitero nord di Düsseldorf

Mentre era responsabile della privatizzazione della proprietà statale dell' ex-RDT, fu assassinato da un cecchino mentre si trovava alla finestra della sua casa a Düsseldorf. Il gruppo militante di estrema sinistra della Germania occidentale Rote Armee Fraktion (RAF) rivendicò la responsabilità di questo atto, ma l'assassino non è mai stato identificato. Alcuni commentatori, fra cui Hergard Rohwedder, sostennero che l’eliminazione di Rohwedder fu l’ultima operazione della Stasi, l'organizzazione di spionaggio formalmente disciolta della RDT.
Il Lunedì di Pasqua, 1° aprile 1991, alle 23:30,  Detlev Rohwedder venne colpito e ucciso attraverso una finestra al secondo piano della sua casa nel sobborgo di Düsseldorf-Niederkassel (Kaiser-Friedrich-Ring 71) dal primo di tre colpi di fucile. Il secondo colpo ferì sua moglie Hergard; il terzo colpì una libreria nella stanza. Quattro giorni prima dell'attacco, la moglie di Rohwedder, Hergard, si rivolse alla polizia con una richiesta di maggiore protezione che le autorità non accolsero. La donna aveva notato che nei giorni precedenti l'attacco il telefono squillava di notte senza che nessuno rispondesse, e che ignoti avevano suonato il campanello di casa, sempre di notte, senza che nessuno si vedesse.
I colpi furono sparati da 63 metri di distanza da un fucile di calibro standard 7,62×51 mm NATO, lo stesso fucile utilizzato durante l'attacco dei cecchini della RAF a febbraio all'ambasciata americana  nel castello di Deichmannsaue a Bonn Le indagini condotte sul luogo dello sparo consentirono il rinvenimento di tre bossoli, una sedia di plastica, un asciugamano e una lettera che rivendicava la responsabilità di Ulrich Wessel, una figura minore della RAF morta nel 1975.  L'assassino non è mai stato identificato.
Il 10 aprile 1991, Rohwedder fu onorato a Berlino con un giorno di lutto dal presidente tedesco Richard von Weizsäcker, dal ministro presidente della Renania settentrionale-Vestfalia, da Johannes Rau, e dal presidente del consiglio di amministrazione della Treuhandanstalt, Jens Odewaldù .
Nel 2001, l'analisi del DNA individuò che le ciocche di capelli sull'asciugamano nella scena del crimine appartenevano al membro della RAF Wolfgang Grams, nel frattempo morto. Il procuratore generale tuttavia non ha ritenuto queste prove sufficienti per formulare accuse formali di omicidio.  La determinazione del gruppo sanguigno dei mozziconi di sigaretta portò al gruppo sanguigno A, che non corrispondeva a quello di Grams. I residui di saliva sui mozziconi di sigaretta erano sufficienti solo per determinare il gruppo sanguigno e non potevano essere utilizzati per una successiva analisi del DNA.
In un'intervista del novembre 2018, la vedova Hergard Rohwedder raccontò che quando lei e suo marito erano tornati a casa nel pomeriggio della domenica di Pasqua, il giorno prima dell'attacco, c'era una grande auto in cui era seduta una giovane coppia. Dato che era domenica pomeriggio e c'era uno studio legale in casa, sospettò che dovessero essere stati gli aggressori.  Hergard Rohwedder morì il 1º maggio 2019. Dal suo matrimonio con Detlev Rohwedder nacquero un figlio e una figlia.

## Nella cultura popolare
Nel 2020 è stata distribuita da Netflix Un omicidio irrisolto: il caso Rohwedder, una docuserie sull'assassinio di Rohwedder.